# Houtbewerking

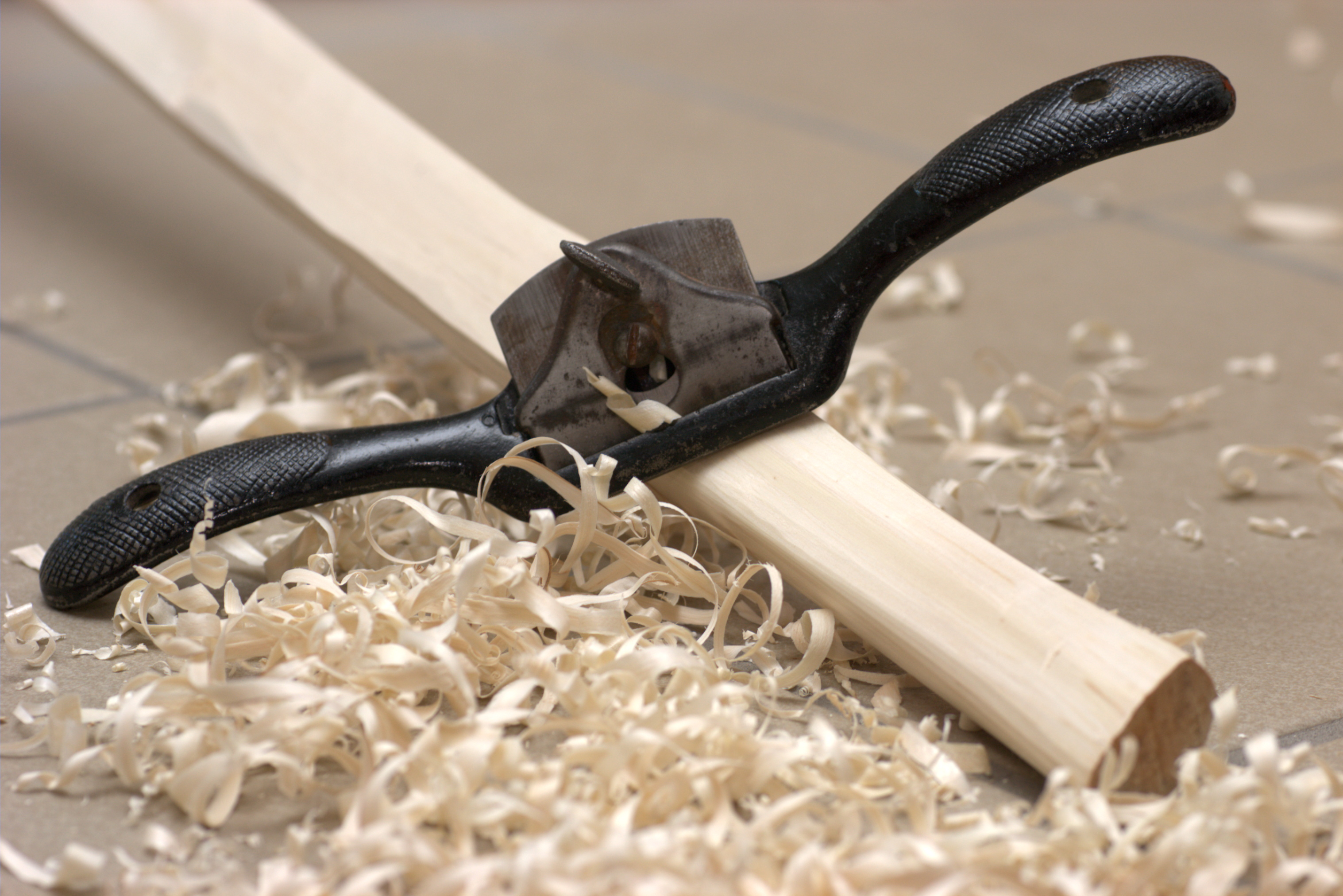
Spookschaaf

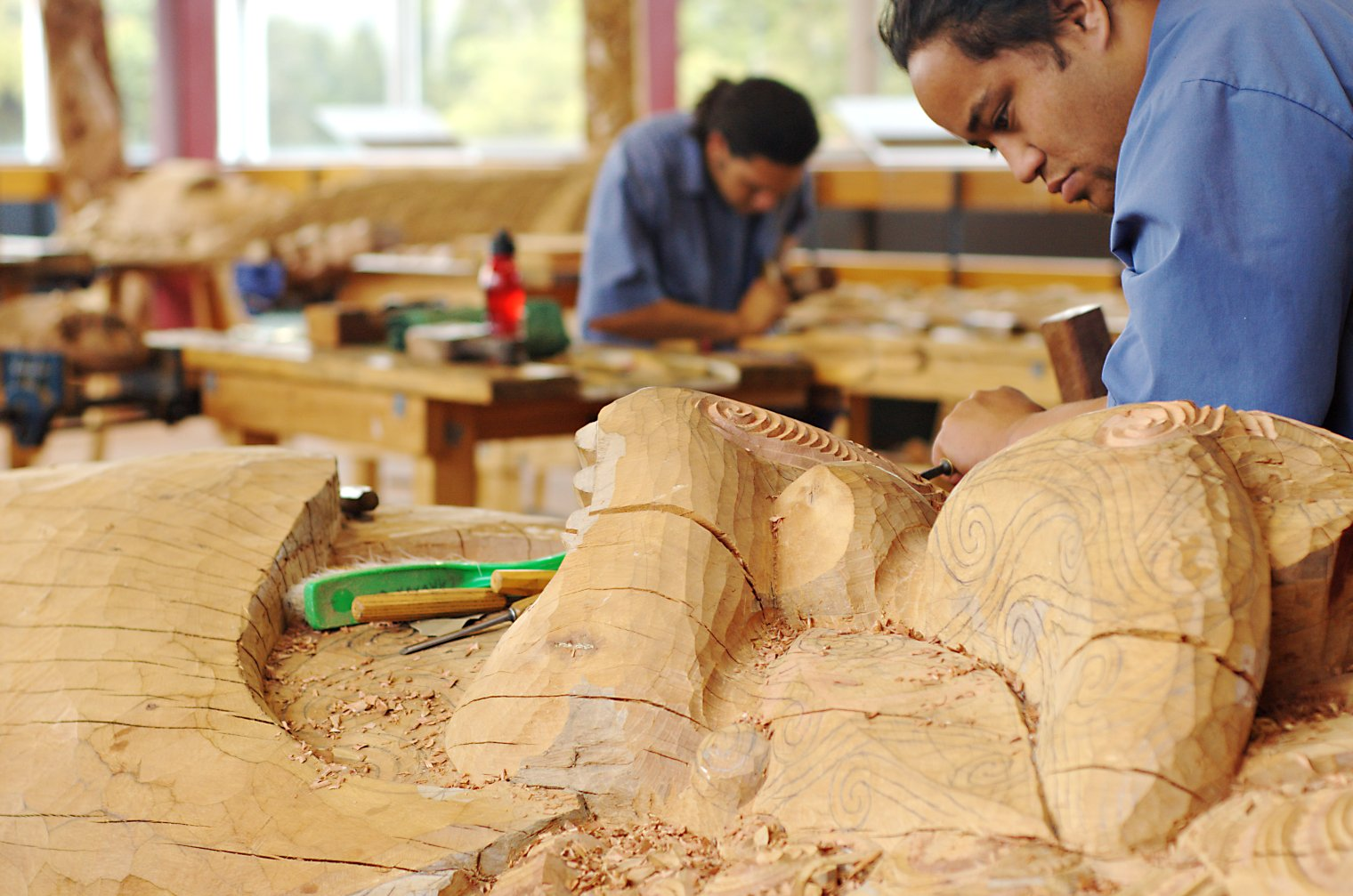
Houtbewerking bij de Maori

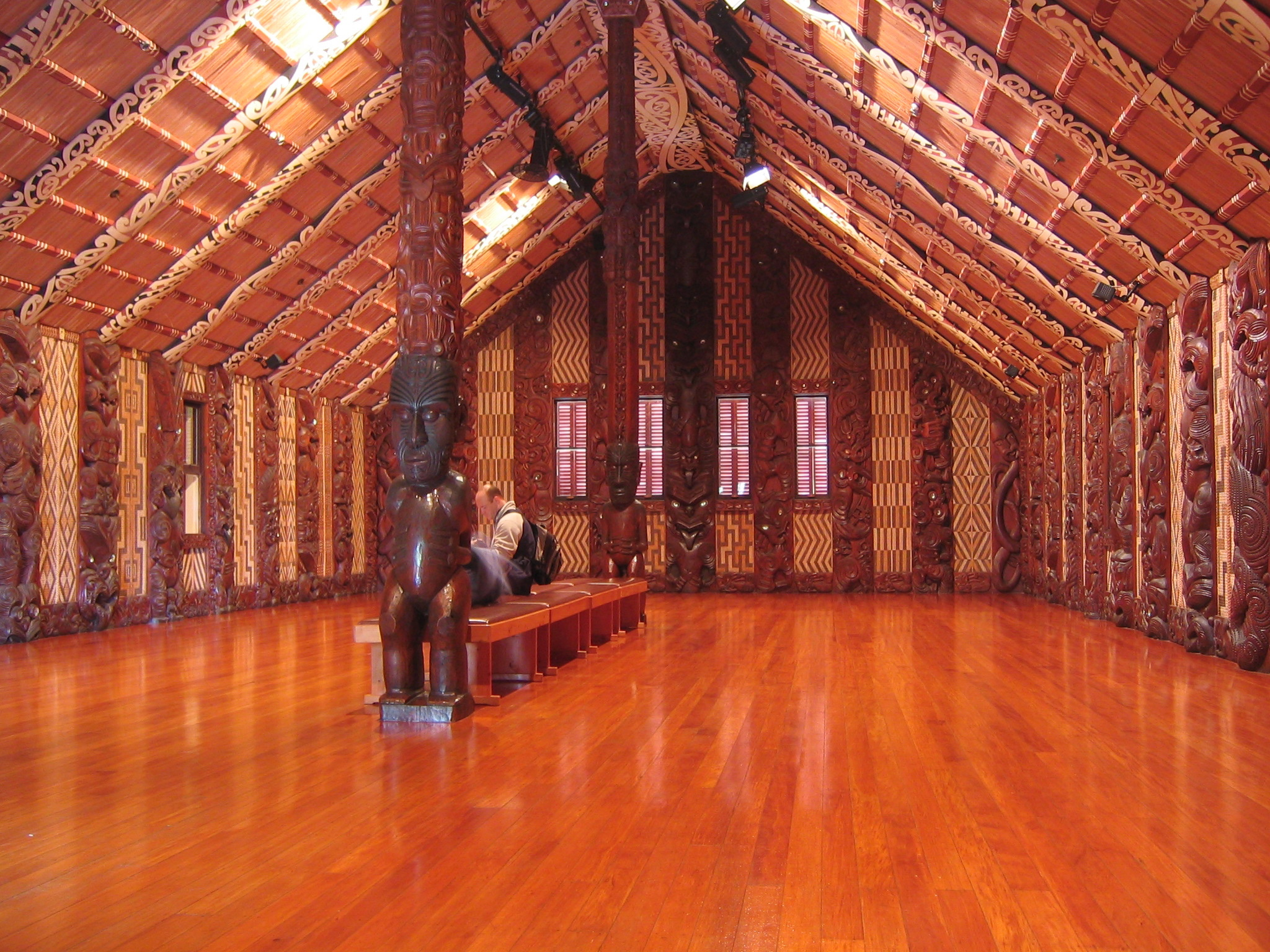
Ontmoetingshuis van de Maori

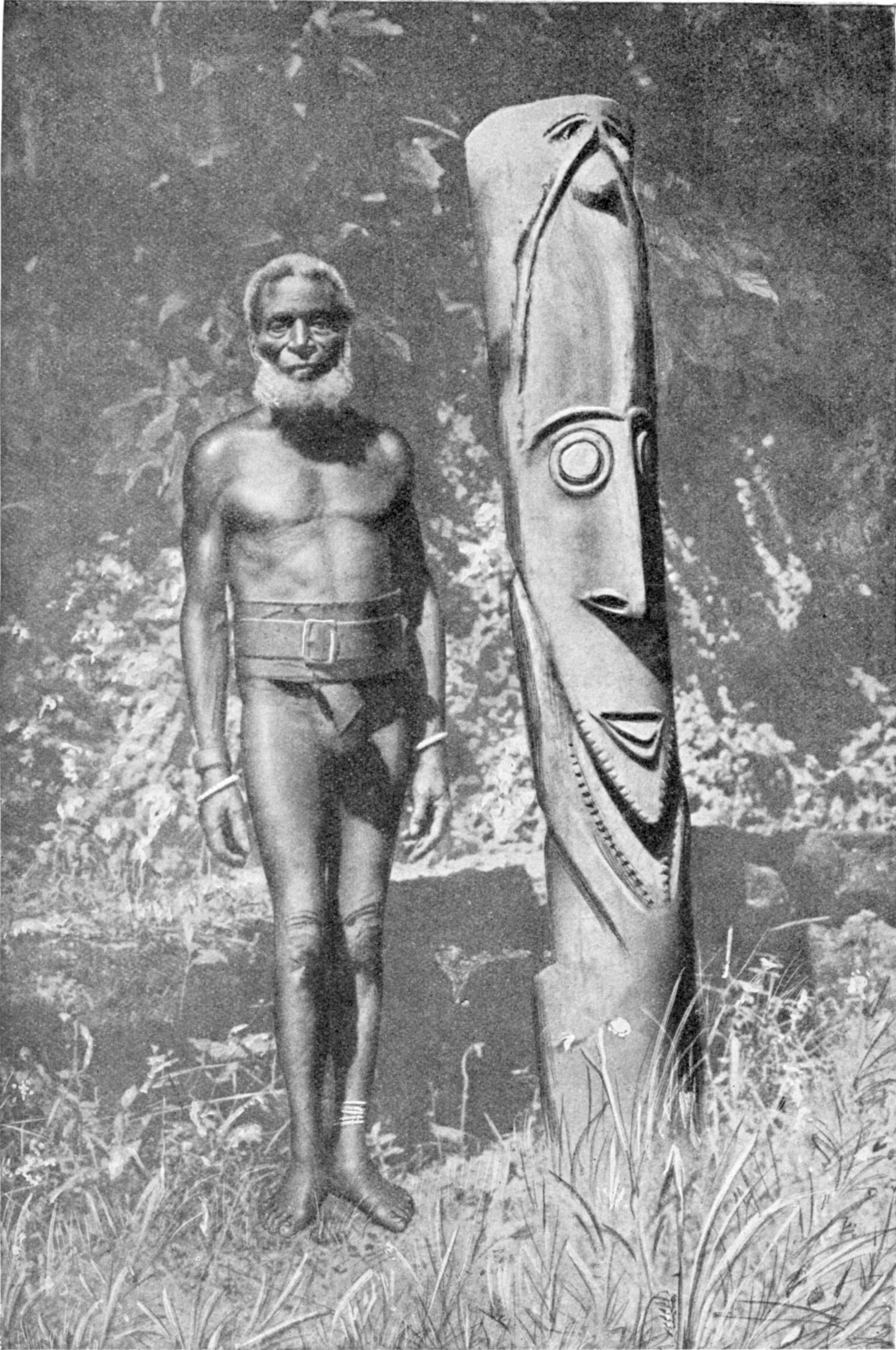
Houtbewerker op Vanuatu, ca. 1920

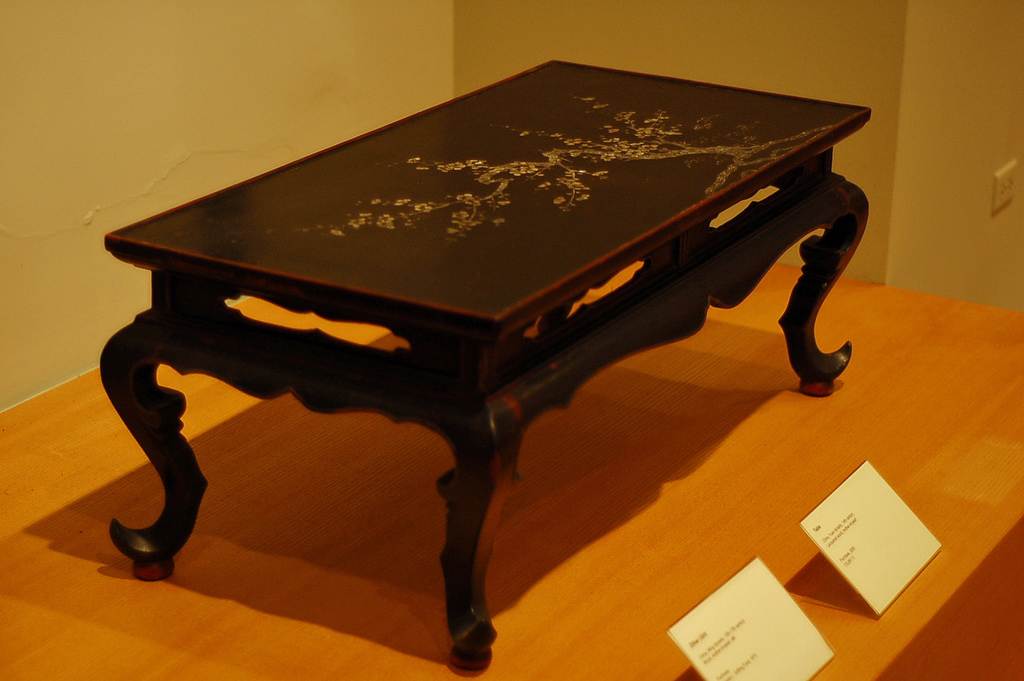
Tafel uit de Yuan-dynastie, China, 14e eeuw

Houtbewerking of houtverwerking is het bewerken van hout. Deze bewerking kan constructiewerk (bouwsector, meubels) of houtsnijwerk (kunst) inhouden. Houtbewerking kan zowel handmatig als machinaal (bijvoorbeeld in een zaagmolen, houtzagerij, timmerfabriek, enzovoort) gedaan worden.

## Geschiedenis
Als men de gepunte stokken van de jagers in de prehistorie als houtbewerking beschouwt, dan is houtbewerking zo oud als de mens. In de meer conventionele huidige betekenis, zoals zagen, houthakken et cetera, is houtbewerking enige duizenden jaren oud.

### Houtbewerking in het oude Egypte
Veel informatie over houtsoorten, gereedschappen en technieken die de Egyptenaren gebruikten is af te leiden uit gevonden voorwerpen, meubels en grafschriften. Het gereedschap werd in eerste instantie van koper gemaakt maar omstreeks 2000 v.Chr. vervangen door brons, dat sterker is. Het belangrijkste gereedschap was de dissel. Hiermee werd het hout gekantrecht, gespleten en glad gemaakt. Hamer en beitel werden voor het fijnere werk gebruikt. Verder werd een korte handzaag gebruikt, een els om gaten te maken en een fiedelboog. Om het hout te schuren gebruikte men zandsteen. Minder kostbare houtsoorten werden gladgestreken met een laagje gips. Het gebruikte hout kon zowel plaatselijk gegroeid zijn als geïmporteerd (zoals ebben en palmhout). De Egyptenaren kenden pen-en-gatverbindingen.
Meubels werden op verschillende manieren opgewerkt. De meubels voor dagelijks gebruik werden meestal geschilderd in de kleuren wit, rood of donkergeel; duurdere meubels werden vaak verguld of in meerdere kleuren geschilderd en soms zelfs van intarsia voorzien. Vaak werd de verf direct op het hout aangebracht, maar er zijn ook meubels bekend die eerst met een in lijm gedrenkte grof geweven linnen doek zijn overspannen waarover een laagje gips werd aangebracht alvorens te worden geverfd. Ook kenden de Egyptenaren het laagreliëf, dat kon bestaan uit snijwerk waarover een laagje gips werd gestreken. Het laagreliëf werd ook wel in gips zelf aangebracht waarna de vlakken werden verguld of beschilderd. De Egyptenaren gebruikten voor hun schilderwerk tempera, gemaakt van eigeel, kleurpigment en water. Soms werd er nog een beetje azijn toegevoegd tegen het bederf. Een aantal pigmenten die toen gebruikt werden: henna, fijngemalen lazuursteen en malachiet. De Egyptenaren kenden ook vernis gemaakt uit hars om de verf te beschermen. Deze vernis kon kleurloos zijn of glanzend zwart.

### Houtbewerking in Nieuw-Zeeland
De Maori's van Nieuw-Zeeland hebben een honderden jaren oude traditie van ingewikkeld en nauwgezet houtsnijwerk op hun huizen. Ze gebruikten bitterstenen (nefriet) zagen voordat het land werd gekoloniseerd.

### Houtbewerking inChina
Lu Ban en zijn vrouw Lady Yun worden als voorvaders van de Chinese houtbewerking beschouwd.
Van Lu Ban wordt gezegd dat hij de schaaf, het met krijt aftekenen, en andere gereedschappen en technieken naar China gebracht heeft.
Men vermoedt dat zijn onderwijs bewaard gebleven is in het boek Lu Ban Jing (manuscript van Lu Ban), alhoewel het 1500 jaar na zijn dood is geschreven. Het boek is voornamelijk gevuld met beschrijvingen van afmetingen te gebruiken om verschillende zaken te maken, zoals bloempotten, tafels, tempels, enz. Het bevat eveneens instructies over Feng Shui, ook bekend als Geomantie.
Dit houdt de bepaling in van de juiste datum, wanneer men een project moet starten, de juiste oriëntatie van huizen en deuren, enz., juiste patronen om wandelpaden te ontwerpen, welk soort rots men in de tuin nodig heeft en zelfs verschillende vloeken en toverwoorden die in geheime plaatsen van het huis konden verborgen worden om geluk of rampspoed te brengen over de eigenaars.
Het vermeldt haast niets over de ingewikkelde verbindingen, zonder lijm en nagels, waar het Chinese meubilair zo beroemd om was.

### Houtbewerking inJapan

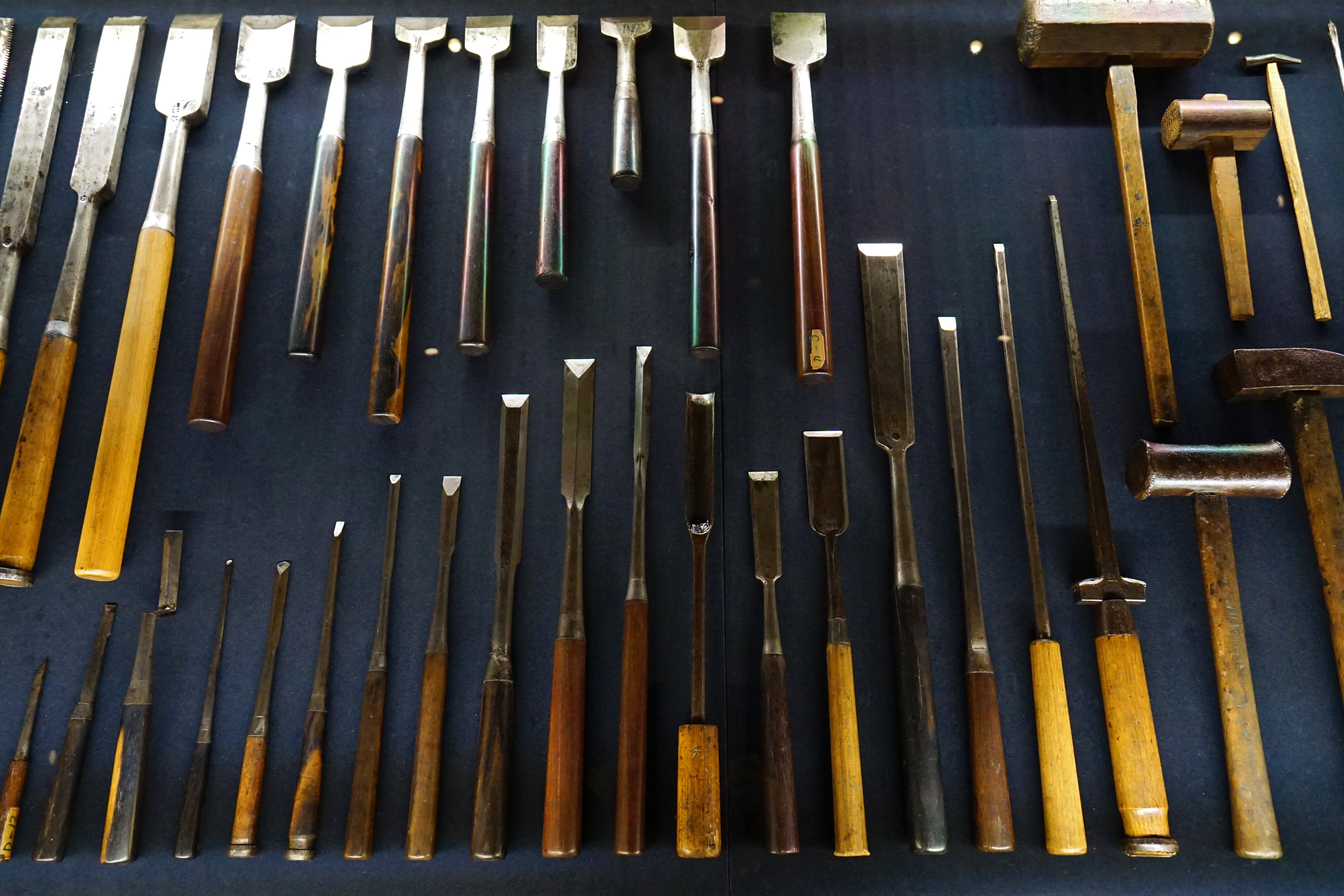
Verschillende Japanse beitels en hamers

Houtbewerking is een oud en gerespecteerd ambacht in Japan, waar hout eeuwenlang een belangrijk materiaal was, zowel voor huizenbouw als bij de interieurbouw. Het wordt verdeeld in meerdere gebieden:
- Meubelmaken (Japans: sashimono)
- Houtsnijden (Japans: horimono)
- Houtdraaien (Japans: hikimono)
- Houtbuigen (Japans: magemono)
- Timmermanswerk (huizenbouw) (Japans: daiku)
- Yakisugi

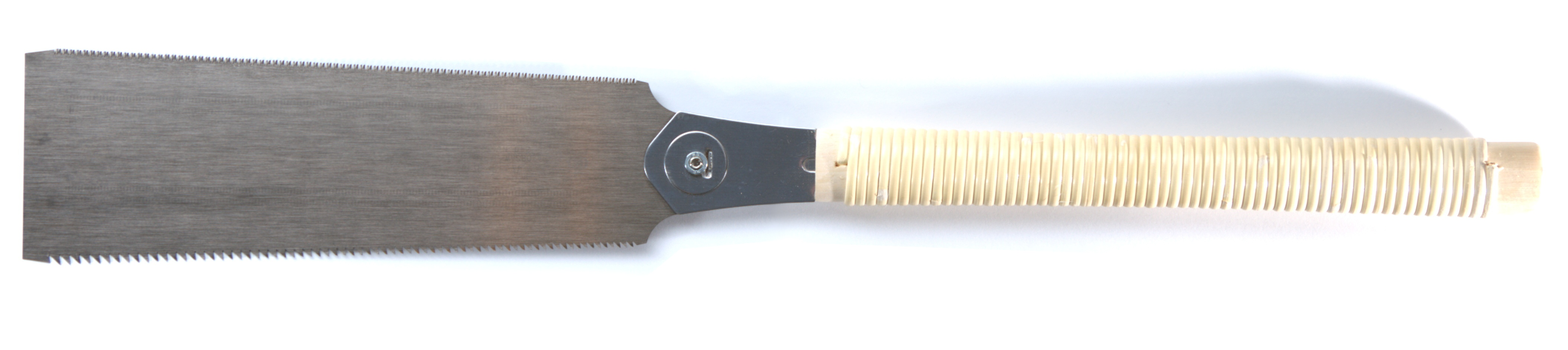
Een Japanse trekzaag genaamd "ryoba"

De tradities van het handwerk zijn per wet beschermd en worden door de regering ondersteund. De Japanse ambachtslieden hebben veel uitzonderlijk gereedschap ontwikkeld, waarvan de Japanse trekzaag ook in de westerse wereld enige populariteit kreeg.

## Gereedschappen
De gereedschappen voor houtbewerking kunnen ingedeeld worden in twee groepen: krachtgereedschappen (meestal elektrisch, soms op perslucht) en handgereedschappen.
Sommige handgereedschappen worden niet meer gebruikt en zijn vervangen door moderne gereedschappen. Andere handgereedschappen zijn nog steeds populair in minder geïndustrialiseerde landen of bij liefhebbers van ambachtelijk handwerk.

### Bewerkingen en bijbehorende gereedschappen
- Houtbewerking: videohakken: handbijl, aks, dissel
- zagen: onder meer handzaag, beugelzaag, kapzaag, toffelzaag, verstekzaag, schrobzaag, gatenzaag
- glad maken: dissel, haalmes, boorschaaf, blokschaaf, spookschaaf, voorloper, reischaaf, sponningschaaf, schuren, kantenschaaf, schuurpapier, schraapstaal, grondschaaf, (ook wel horletoet of ouwewijventand genoemd), schaafrasp, vlakbank, vandiktebank
- gereedschap voor het aftekenen: duimstok, potlood, winkelhaak, kruishout, zweihaak
- meten: duimstok, liniaal, hoekmeter, passer, winkelhaak, kraspen, centerpons
- boren: handboor, fretboor, booromslag, avegaar, verzinkboor
- frezen: frees
- draaien: houtdraaibank
- snijden: beitel, guts, mes, burijn, (wetsteen)
- spijkeren: hamer, klauwhamer, draadnagels
- lijmen: lijm, lijmklem, kitspuit
- onderhoud: zandsteen-slijpsteen, zaagzettang
- vijlen: rasp, surform
- afwerken: olie, vernis, beits, lak, verf, was, politoer

## Diversen
- zaagklem

### Elektrisch gereedschap

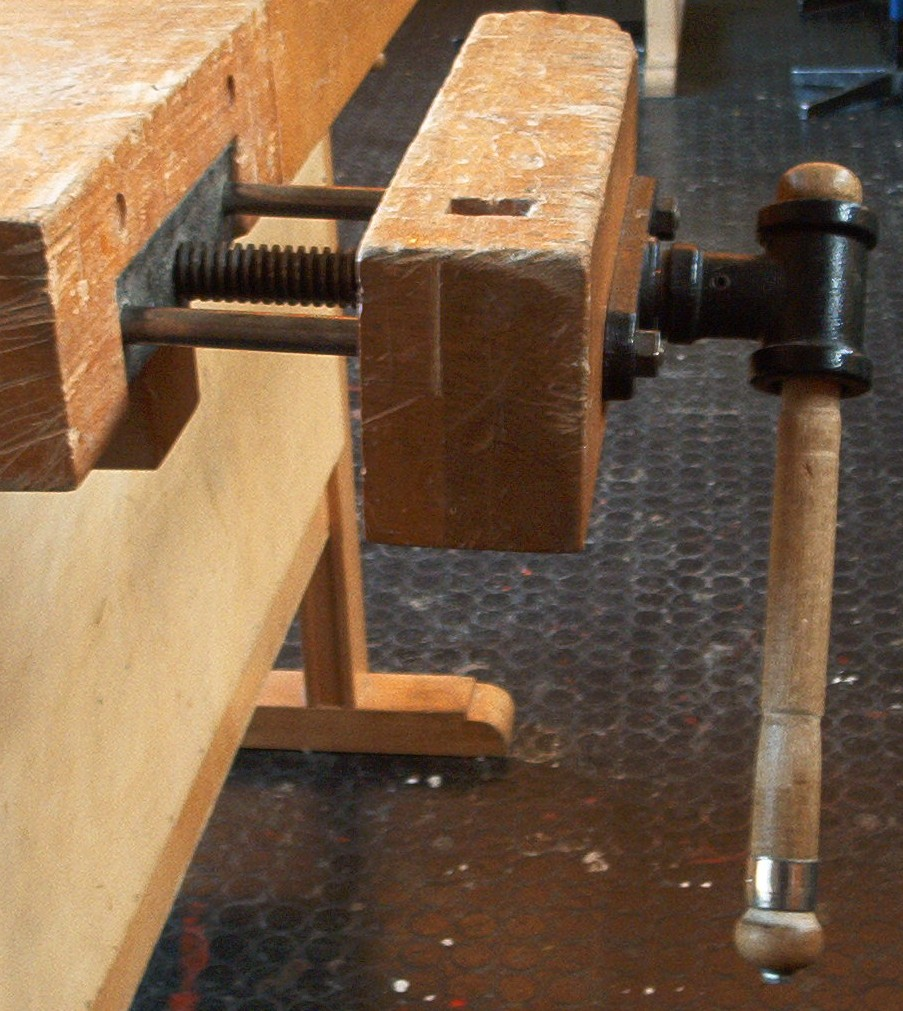
Bankschroef aan de werkbank

- boormachine
- draaibank
- schuurmachine
- motorzaag
- frees
- schaafmachine
- lintzaagmachine
- cirkelzaagmachine
- kolomboor
- handcirkelzaag
- pennenbank
- langgatboormachine

### Hulpmiddel voor houtbewerking
Aan een houtwerkbank zit vaak een soort klemvoorziening om hout mee vast te kunnen zetten. Dit kan een gietijzeren bankschroef zijn die verzonken zit in de werkbank, en die aan- en losgedraaid kan worden door middel van een schroefspindel. Maar er zijn ook klemvoorzieningen die bestaan uit een houten balk die tegen de werkbank kan wordt geklemd. Dit gebeurt door een schroefas los- of vast te draaien. Deze laatste voorziening is de meest voorkomende.

### Kleine hulpmiddelen
Een timmermanspotlood - ook wel schrijnwerkerspotlood genoemd - is een balkvormig potlood dat beitelvormig wordt aangeslepen. De brede punt is steviger dan bij een gewoon potlood, blijft daarom langer scherp en zal niet vlug breken. De kleur van de stift is meestal grijs. Het potlood wordt soms ook gebruikt in de bouw op steen.
Een paringspotlood is een dik, tweekleurig potlood dat gebruikt wordt tijdens het uitmeten, merken en het paren van werkstukken. Rood wordt gebruikt om het afval aan te duiden, blauw voor het paren van werkstukken.
Een duimstok - ook weleens een dubbele vouwmeter genoemd - is een opvouwbare meetlat die voor een houtbewerker het meest geschikt is. Goed beschermen tegen vocht, geen krassen aanbrengen en een druppeltje olie aan de scharnieren houden de dubbele vouwmeter lang in bedrijf.
De rolmaat is een belangrijke aanvulling voor de duimstok. De rolmaat kan vooral interessant zijn bij het meten van ronde voorwerpen en het meten op binnenmaat.

## Technieken
Bij houtbewerking moeten vaak kleinere stukken hout worden samengevoegd door middel van houtverbindingen. De meest eenvoudige verbinding is 'koud op elkaar', met lijm, draadnagels of schroeven. Een relatief nieuwe en onbekende methode waarmee goede houtverbindingen te maken zijn, is door middel van wrijvingslassen.
Voorbeelden van houtverbindingen zijn:

### Verbinding metschroefdraad
- met eenvoudige schroef
- met pluggen
- met houtschroeven
- met spaanplaatschroef
- met enkelvoudige klos
- met dubbele klos
- met klemblokje

### In elkaar grijpende verbindingen
- keepverbinding
- keep- en deuvelverbinding
- gesloten pen-en-gatverbinding
- messing-en-groefverbinding
- zwaluwstaartverbinding
- tandverbinding
- blinde groef
- open pen-en-gatverbinding

### Rand-op-randverbindingen
- deuvelverbinding
- messing-en-groefverbinding
- verbinding met losse veer
- sleutelgatverbinding
- wrijfverbinding
- hoekklosverbinding
- lamelloverbinding

### Andere houtbewerkingstechnieken en afwerking
- beitsen
- fineren
- houtsnijden
- lakken
- lamineren
- inleggen
- sluitingen

## Veiligheid
Wanneer met machines wordt gewerkt, dan zal terdege aan de veiligheid moeten worden gedacht. Draaiende onderdelen moeten waar mogelijk worden afgeschermd en risico's moeten worden vermeden door het aanbrengen van waarschuwingsmarkeringen. Verder moet voor de gezondheid van de productiemedewerkers elke bewerking waarbij stof of zaagsel vrijkomt worden afgezogen. De afgezogen lucht wordt dan gefilterd met een luchtfilterinstallatie. Elk veiligheidsrisico dat weggenomen kan worden moet ook worden weggenomen. Eventuele overgebleven risico's moeten zo mogelijk worden afgeschermd. Wat dan nog overblijft moet duidelijk worden gemarkeerd. Een en ander is voor bijvoorbeeld de Europese Unie nauwkeurig vastgelegd in richtlijnen, zoals de machinerichtlijn.
Het voorkomen van kanker in de neusholte of de neusbijholten bij mensen die veel met hout gewerkt hebben is in Nederland erkend als beroepsziekte.